# Lluïsa Margarida de Prússia
Lluïsa Margarida de Prússia, duquessa de Connaught (Potsdam 1860 - Londres 1917). Princesa de Prússia que es casà amb el príncep Artur del Regne Unit, duc de Connaguht. Un dels seus descendents directes és l'actual rei Carles XVI Gustau de Suècia.
Nascuda al Palau de Marbre de Potsdam, residència d'estiu del reis de Prússia, l'any 1860, era filla del príncep Frederic Carles de Prússia i de la princesa Maria Anna d'Anhalt, filla del duc sobirà d'Anhalt. Lluïsa Margarida era neta del príncep Carles de Prússia i de la duquessa Maria de Saxònia-Weimar-Eisenach per via paterna, mentre que per via materna era neta del duc Leopold IV d'Anhalt i de la princesa Frederica de Prússia. Educada en un ambient extremadament rígid, nombroses vegades recordà haver tingut una mare especialment dura.
L'any 1879 es casà a la Saint George Chapel del Castell de Windsor amb el príncep Artur del Regne Unit, fill del príncep Albert de Saxònia-Coburg Gotha i de la reina Victòria I del Regne Unit. La parella tingué tres fills:
- SAR la princesa Margarida del Regne Unit nascuda a Londres el 1882 i morta a Estocolm el 1920. Es casà amb el príncep hereu i futur rei Gustau VI Adolf de Suècia el 1905.

- SAR el príncep Artur del Regne Unit nascut a Londres el 1883 i mort el 1936 a Londres. Es casà el 1913 amb la princesa Alexandra del Regne Unit.

- SAR la princesa Patricia del Regne Unit nascuda a Londres el 1886 i morta l'any 1974. Renuncià a tots els seus títols en casar-se amb l'almirall sir Alexander Ramsay i adoptà el títol de lady.

Residiren a Clarence House a Londres i a Bagshot Park a Surrey. Malgrat tot, la seva activitat reial se centrà a diferents països com la colònia sud-africana, Egipte, Canadà o Irlanda.
Morí a Londres l'any 1917 d'una malaltia contreta al Canadà.